# Pahesan
Pahesan is een bestuurslaag in het regentschap Grobogan van de provincie Midden-Java, Indonesië. Pahesan telt 2079 inwoners (volkstelling 2010).